# Dragon (Beowulf)
Pour les articles homonymes, voir Dragon (homonymie).
Un dragon (draca ou wyrm en vieil anglais) est le troisième et dernier adversaire du héros Beowulf dans le poème épique anglo-saxon Beowulf. C'est l'un des premiers exemples connus de dragon européen dans la littérature. Il en possède toutes les caractéristiques : c'est un reptile maléfique, capable de voler et de ramper, qui crache du feu et dont la morsure est empoisonnée.

## Histoire
Le cruel dragon au cuir chauve vole durant la nuit

entouré de feu. Les habitants du pays

le craignent par-dessus tout. Il recherche

les caches enterrées où, accumulant hivers et expérience,

il veillera sur l'or païen sans en tirer le moindre profit.
— Beowulf, vers 2274-2278
Après avoir vaincu Grendel et sa mère, Beowulf est rentré en héros au pays des Geats, dont il a fini par devenir le roi. Alors qu'il règne depuis cinquante ans, un esclave en fuite découvre par hasard l'entrée d'un vieux tumulus sous lequel est caché un antique trésor. Il s'empare d'une coupe en or avant de s'enfuir. Ce vol enrage le dragon qui dormait sur le trésor depuis trois cents ans, et il quitte son repaire pour semer la destruction dans le royaume des Geats en représailles.
Beowulf, dont la grande halle a été détruite par les flammes du dragon, décide d'aller lui-même affronter le monstre, muni de son épée Nægling. Accompagné de onze compagnons, il se rend au tumulus où le dragon est retourné, puis ordonne à ses hommes d'attendre et de le laisser se battre seul. Le bouclier de fer que Beowulf a fait spécialement forger pour cette occasion résiste aux flammes du dragon, mais le héros lui-même peine à supporter la chaleur. Bien qu'il parvienne néanmoins à porter un coup à la créature, la victoire reste hors de portée.
Parmi les onze compagnons du roi, un seul, son parent Wiglaf, a le courage de lui venir en aide ; les autres s'enfuient. Le deuxième assaut du dragon réduit en cendres son bouclier, mais Wiglaf se réfugie derrière celui de Beowulf. Ce dernier frappe la bête à la tête, mais son épée se brise. Le dragon passe à l'attaque une troisième fois et mord Beowulf au cou. Wiglaf parvient à le blesser au poitrail et le roi utilise son coutelas pour achever le monstre.

## Parallèles
Le combat de Beowulf contre le dragon fait écho à celui de Sigemund, qui est raconté par un poète à la cour de Hrothgar après la victoire de Beowulf sur Grendel. Dans la mythologie nordique, c'est plutôt Sigurd, le fils de Sigemund, qui joue le rôle du tueur de dragon : Beowulf est le seul texte à attribuer un tel exploit à son père. Un autre parallèle peut être dressé avec la lutte mortelle entre le dieu Thor et le serpent Jörmungand décrite dans la Völuspá et le Gylfaginning.

## Dans la culture populaire
Le film La Légende de Beowulf (2007) s'achève comme le poème avec la mort du héros face au dragon, mais le contexte de leur affrontement est différent. Dans le film, le dragon est né de l'union de Beowulf avec la mère de Grendel, qu'il n'a pas tuée.